# Cucurbitaria leptospora
Cucurbitaria leptospora är en svampart som beskrevs av De Not. 1863. Cucurbitaria leptospora ingår i släktet Cucurbitaria och familjen Cucurbitariaceae.   Inga underarter finns listade i Catalogue of Life.